# Erebiomima moderata
Erebiomima moderata är en tvåvingeart som beskrevs av Herting 1979. Erebiomima moderata ingår i släktet Erebiomima och familjen parasitflugor.
Artens utbredningsområde är Iran. Inga underarter finns listade i Catalogue of Life.